# Michelle Creber
Michelle Nicole Creber, née le 7 septembre 1999 à Vancouver en Colombie-Britannique, est une actrice et chanteuse canadienne. Elle est surtout connue pour être la voix d'Apple Bloom dans la version anglophone de My Little Pony : Les amies, c'est magique.